# Camille Bégué
Camille Bégué est un homme politique français, né le 30 novembre 1906 à Pessoulens (Gers) et décédé le 26 mars 1993 à Montauban (Tarn-et-Garonne).

## Origines et formation
Fils aîné de Marcel Bégué, métayer à Pessoulens-Pordiac (Gers) et de son épouse Marie Barre, il ne connaît dans sa petite enfance d'autre langue que le dialecte gascon. Vers l'âge de 7 ans, il est initié à la lecture, à l'écriture et au calcul par son grand-père maternel, Élie Barre, et par le domestique agricole Ernest Troyes, titulaire du certificat d'études primaires, qui devait être tué à la guerre dès la fin de 1914. 
Entré à l'école des Frères des écoles chrétiennes de Pessoulens à Pâques 1914, il en sort en décembre de la même année, après le départ de son père pour le front. Il ne devait y retourner qu'en novembre 1917. 
En octobre 1919, il entre comme pensionnaire au collège Salinis à Auch. Bachelier en 1924, il devient maître d'internat à Condom, puis à Castelsarrasin. Licencié ès lettres en 1927, il est nommé professeur à Saint-Jean-d'Angély, puis à Castres, puis à Angoulême. Reçu à l'agrégation de lettres en 1932, il effectue son service militaire à Saint-Maixent et devient officier de réserve en 1933.

### Carrière
Professeur agrégé au lycée Carnot de Tunis (1933-1937), il revient en Métropole comme Inspecteur d'Académie du Lot (1937-1939). Mobilisé en 1939 comme officier d'état-major, il est démobilisé à Auch en 1940, et reste sans affectation jusqu'en avril 1941, date à laquelle il est nommé professeur à Nice. Détaché ensuite aux ministères de la Jeunesse et du Travail, il est cofondateur des Mouvements de Résistance NAP (Noyautage des administrations publiques) et Super NAP (1942). En 1943, il exerce les fonctions de directeur puis de secrétaire général au ministère de l'Agriculture. Démissionnaire fin 1943, il entre dans la clandestinité, et participe comme capitaine aux combats pour la Libération de Paris en août 1944 (Abattoirs de Vaugirard, Préfecture de Police, etc.). Après avoir participé à la direction de l'OCM (Organisation civile et militaire), il est réintégré dans le corps enseignant comme professeur au lycée Michelet de Vanves, puis professeur de classes préparatoires au lycée Saint-Louis à Paris.
Engagé dès 1945 dans la politique active, il est élu dans le Tarn-et-Garonne maire de Larrazet (1945-1980), puis conseiller général de Beaumont-de-Lomagne (1949-1967), enfin député de la deuxième circonscription (1958-1962) et à ce titre Représentant de la France à l'Assemblée européenne.

### Vie privée
Camille Bégué épouse en 1927 Mademoiselle Hélène Palazot. Ils sont les parents de Guy Bégué, né en 1932, et les grands-parents de Régis Bégué, né en 1970 et d'Emmanuel Bégué, né en 1968.

## Décorations et distinction
- Chevalier de la Légion d'Honneur à titre militaire
- Croix de guerre avec palme
- Médaille de la Résistance
- Chevalier du Mérite agricole
- La municipalité de Larrazet a donné son nom à l'artère principale du village : avenue Camille Bégué.

## Mandats électoraux
- Maire de Larrazet (1945-1980)
- Député de la deuxième circonscription de Tarn-et-Garonne (1958-1962)
- Conseiller général du canton de Beaumont-de-Lomagne (1949-1967)